# Love Me Now
Love Me Now – singel polskiego DJ-a i producenta muzycznego Gromee’ego. Piosenka powstała przy gościnnym udziale nigeryjskiego piosenkarza WurlDa i amerykańskiego rapera Devvona Terrella. Singel został wydany 10 kwietnia 2019.
Kompozycja znalazła się na 62. miejscu listy AirPlay – Top, najczęściej odtwarzanych utworów w polskich rozgłośniach radiowych.

## Geneza utworu i historia wydania
Utwór napisali i skomponowali Andrzej Gromala, Sadiq Onifade i Devvon Terrell. Jest to czwarta współpraca DJ-a z nigeryjskim piosenkarzem WurlDem.
Singel ukazał się w formacie digital download 10 kwietnia 2019 w Polsce za pośrednictwem wytwórni płytowej Sony Music.

## „Love Me Now” w stacjach radiowych
Nagranie było notowane na 62. miejscu w zestawieniu AirPlay – Top, najczęściej odtwarzanych utworów w polskich rozgłośniach radiowych.

## Lista utworów
- Digital download[3]

1. „Love Me Now” (featuring Devvon Terrell & Wurld) – 3:26

## Notowania

### Pozycje na listach airplay
| Kraj   | Lista (2019)      | Najwyższa pozycja |
| ------ | ----------------- | ----------------- |
| Polska | AirPlay – Top     | 62                |
| Polska | AirPlay – Nowości | 4                 |

## Powiedz mi (kto w tych oczach mieszka)
Powiedz mi (kto w tych oczach mieszka) – singel polskiego DJ-a i producenta muzycznego Gromee’ego. Piosenka powstała przy gościnnym udziale polskiej piosenkarki Ani Dąbrowskiej i  rapera AbradAba. Utwór pochodzi z pierwszego minialbumu Gromee’ego pt. Tiny Sparks. Singel został wydany 3 lipca 2020. Utwór jest polską wersją singla „Love Me Now”.
Kompozycja znalazła się na 6. miejscu listy AirPlay – Top, najczęściej odtwarzanych utworów w polskich rozgłośniach radiowych. Nagranie otrzymało w Polsce status platynowej płyty, przekraczając liczbę 20 tysięcy sprzedanych kopii.

### Geneza utworu i historia wydania
Utwór napisali i skomponowali Andrzej Gromala, Anna Dąbrowska i Marcin Marten. Piosenka jest polską wersją singla „Love Me Now”.
Singel ukazał się w formacie digital download 3 lipca 2020 w Polsce za pośrednictwem wytwórni płytowej Sony Music. Piosenka została umieszczona na pierwszym minialbumie Gromee’ego – Tiny Sparks.
We wrześniu singel miał został zaprezentowany w konkursie „Premier” podczas 57. Krajowego Festiwalu Piosenki Polskiej w Opolu, lecz poprzez naruszenie regulaminu konkursu, utwór został usunięty:

W związku z naruszeniem regulaminu przez wykonawcę Gromee feat. Dąbrowska i Abradab Rada Artystyczna 57. KFPP Opole 2020 podjęła decyzję o usunięciu wykonawcy z konkursu i dopuszczeniu do udziału w nim pierwszej osoby z listy rezerwowej konkursu, Pana Rafała Brzozowskiego z utworem pt. „Gentleman”.

### „Powiedz mi (kto w tych oczach mieszka)” w stacjach radiowych
Nagranie było notowane na 6. miejscu w zestawieniu AirPlay – Top, najczęściej odtwarzanych utworów w polskich rozgłośniach radiowych.

### Teledysk
Do utworu powstał teledysk, za którego produkcję odpowiada Wow Pictures, a za scenariusz Paweł Grabowski. Wideo udostępniono 28 sierpnia 2020 za pośrednictwem serwisu YouTube. 

### Lista utworów
- Digital download[8]

1. „Powiedz mi (kto w tych oczach mieszka)” (featuring Ania Dąbrowska & Abradab) – 3:26

### Notowania
| Kraj   | Lista (2020)      | Najwyższa pozycja |
| ------ | ----------------- | ----------------- |
| Polska | AirPlay – Top     | 6                 |
| Polska | AirPlay – Nowości | 1                 |

| Kraj   | Lista (2020)  | Pozycja |
| ------ | ------------- | ------- |
| Polska | AirPlay – Top | 86      |

### Certyfikaty
| Kraj          | Certyfikat      | Sprzedaż |
| ------------- | --------------- | -------- |
| Polska (ZPAV) | platynowa płyta | 20 000+  |

### Wyróżnienia
| Rok  | Konkurs                  | Kategoria                                             | Rezultat    |
| ---- | ------------------------ | ----------------------------------------------------- | ----------- |
| 2020 | Top 50 Poplisty RMF FM   | 50 najczęściej notowanych utworów na Popliście w 2020 | 40. miejsce |
| 2020 | Przebój roku RMF FM 2020 | Przebój roku                                          | 42. miejsce |